# Demokratisk-republikanska partiet

Politiska partiernas härledning i USA. Prickad linje betyder inofficiellt.

Demokratisk-republikanska partiet (Democratic-Republican Party) var ett politiskt parti i USA. Partiet grundades av Thomas Jefferson och James Madison som det Republikanska partiet (inte att förväxla med dagens Republikanska parti) 1792 och var det dominerande politiska partiet i USA från år 1800 till 1828 då partiet splittrades och segrarna inom partiet beslutade att ändra dess namn till Demokratiska partiet. Motståndarna inom partiet bildade Nationalrepublikanska partiet, som efter Henry Clays förlust i presidentvalet 1832 bildade Whigpartiet, vars anhängare 1856 övergick till det nybildade Republikanska partiet. Benämningen demokratisk-republikansk har det fått av historiker i efterhand.

Demokratisk-republikanska partiets motståndare var Federalistiska partiet.

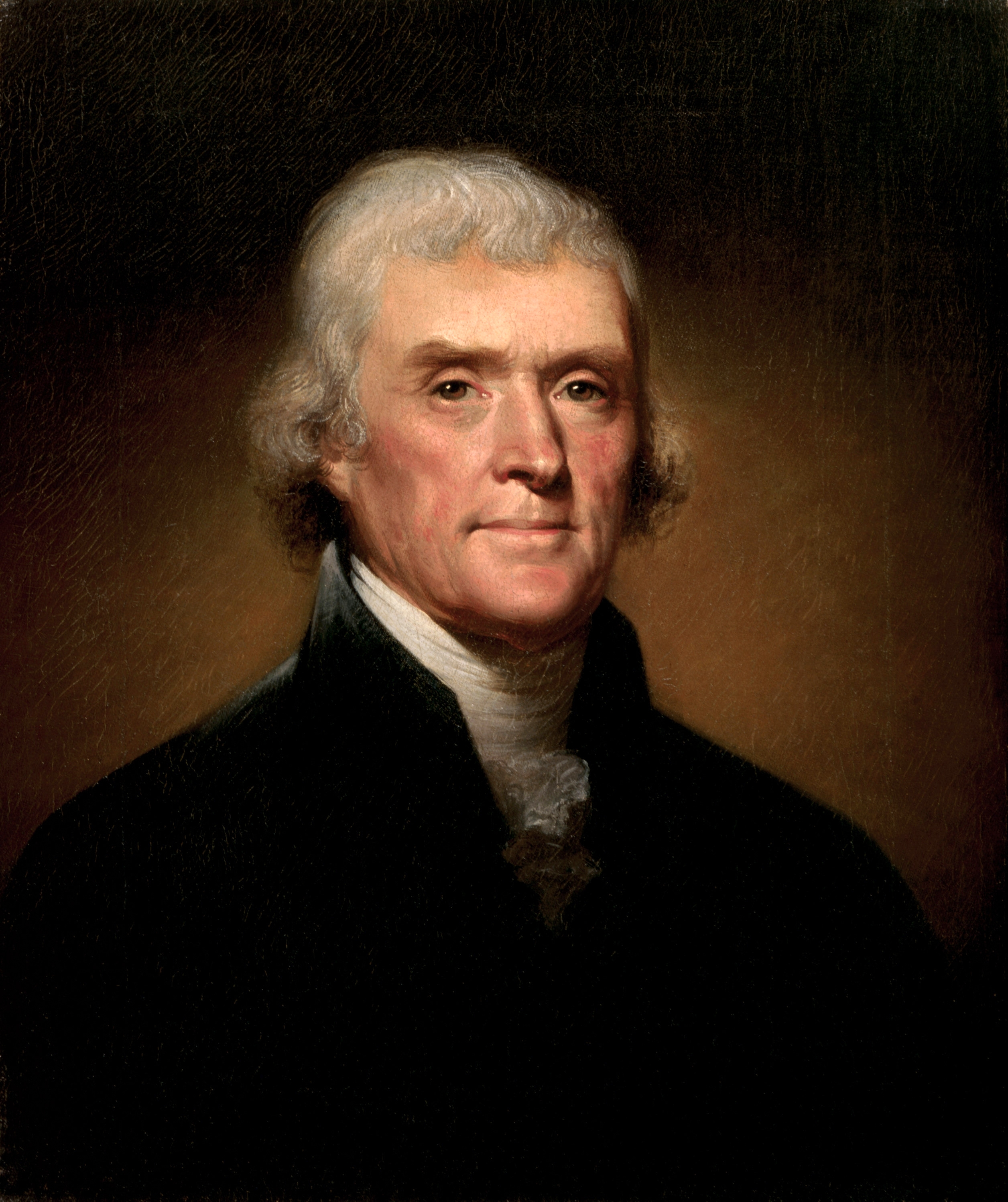
Thomas Jefferson USA:s tredje president (1801–1809).

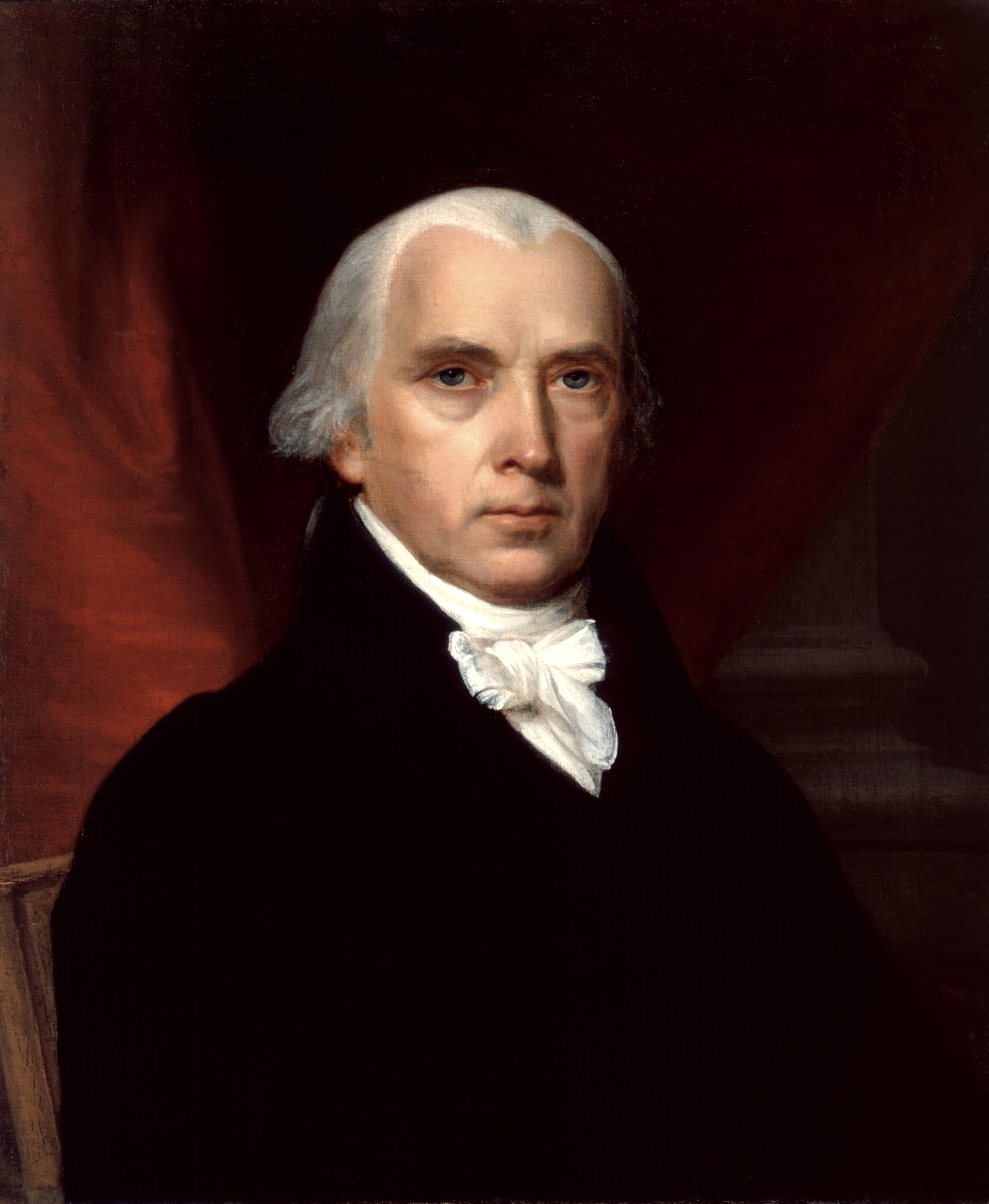
James Madison, USA:s fjärde president (1809–1817)

Det demokratisk-republikanska partiet utgick från ståndpunkten att regeringen är ett nödvändigt ont och att individens välfärd och frihet måste tryggas gentemot staten. Följaktligen ville de inskränka statsmakten till det minsta möjliga och begränsa den federala regeringens befogenheter, och som stöd för denna hållning åberopade de konstitutionen.
De båda rivaliserande partiernas strid rörande inre frågor skärptes genom deras motsatta åsikter angående de samtida världshändelserna. Republikanerna hälsade den franska revolutionen med glädje och gav den unga systerrepubliken alla sina sympatier, medan federalisterna avfärdade händelserna i Frankrike som skadligt "pöbelvälde". När kriget mellan Storbritannien och Frankrike utbröt 1793 påminde republikanerna om det ännu bestående förbundsfördraget från 1778, i vilket amerikanerna förpliktat sig att försvara de franska besittningarna i Västindien, och ville skynda Frankrike till hjälp. Federalisterna däremot ville undvika en brytning med Storbritannien.

## Presidenter
Tre av Republikanska partiets nationellt nominerade kandidater blev USA:s president:
- Thomas Jefferson (president 1801–1809)
- James Madison (1809–1817)
- James Monroe (1817–1825)

## Partiets president- och vicepresidentkandidater
| Valår | Utfall     | Nominerade kandidater | Nominerade kandidater |
| Valår | Utfall     | President             | Vicepresident         |
| ----- | ---------- | --------------------- | --------------------- |
| 1792  | förlust    | ingen                 | George Clinton        |
| 1796  | förlust(a) | Thomas Jefferson      | Aaron Burr            |
| 1800  | seger(b)   | Thomas Jefferson      | Aaron Burr            |
| 1804  | seger      | Thomas Jefferson      | George Clinton        |
| 1808  | seger      | James Madison         | George Clinton        |
| 1812  | seger      | James Madison         | Elbridge Gerry        |
| 1816  | seger      | James Monroe          | Daniel Tompkins       |
| 1820  | seger      | James Monroe          | Daniel Tompkins       |
| 1824  | –(c)       | ingen                 | ingen                 |

(a) Jefferson vann inte presidentvalet och Burr vann inte vicepresidentvalet, men enligt valbestämmelserna före införandet av det tolfte grundlagstillägget blev Jefferson vicepresident på grund av oenighet bland Federalistpartiets elektorer.
(b) Jefferson och Burr fick lika många elektorsröster. Jefferson valdes sedan till president av Representanthuset. 
(c) William H. Crawford och Albert Gallatin nominerades av 66 kongressledamöter som betecknade sig som ”Democratic members of Congress”. Gallatin drog sig senare ur kampen. Andrew Jackson, John Quincy Adams och Henry Clay ställde upp som republikanska kandidater, ehuru de inte nominerats av något nationellt partiorgan. Även om Jackson var den kandidat som fick flest röster i elektorskollegiet och flest av folkets röster, erhöll han inte den majoritet elektorsröster som grundlagen fordrar för att väljas till president. Kampen avgjordes av Representanthuset, där Adams vann med Clays stöd. Elektorskollegiet valde John C. Calhoun till vicepresident.